# Dic (geologia)

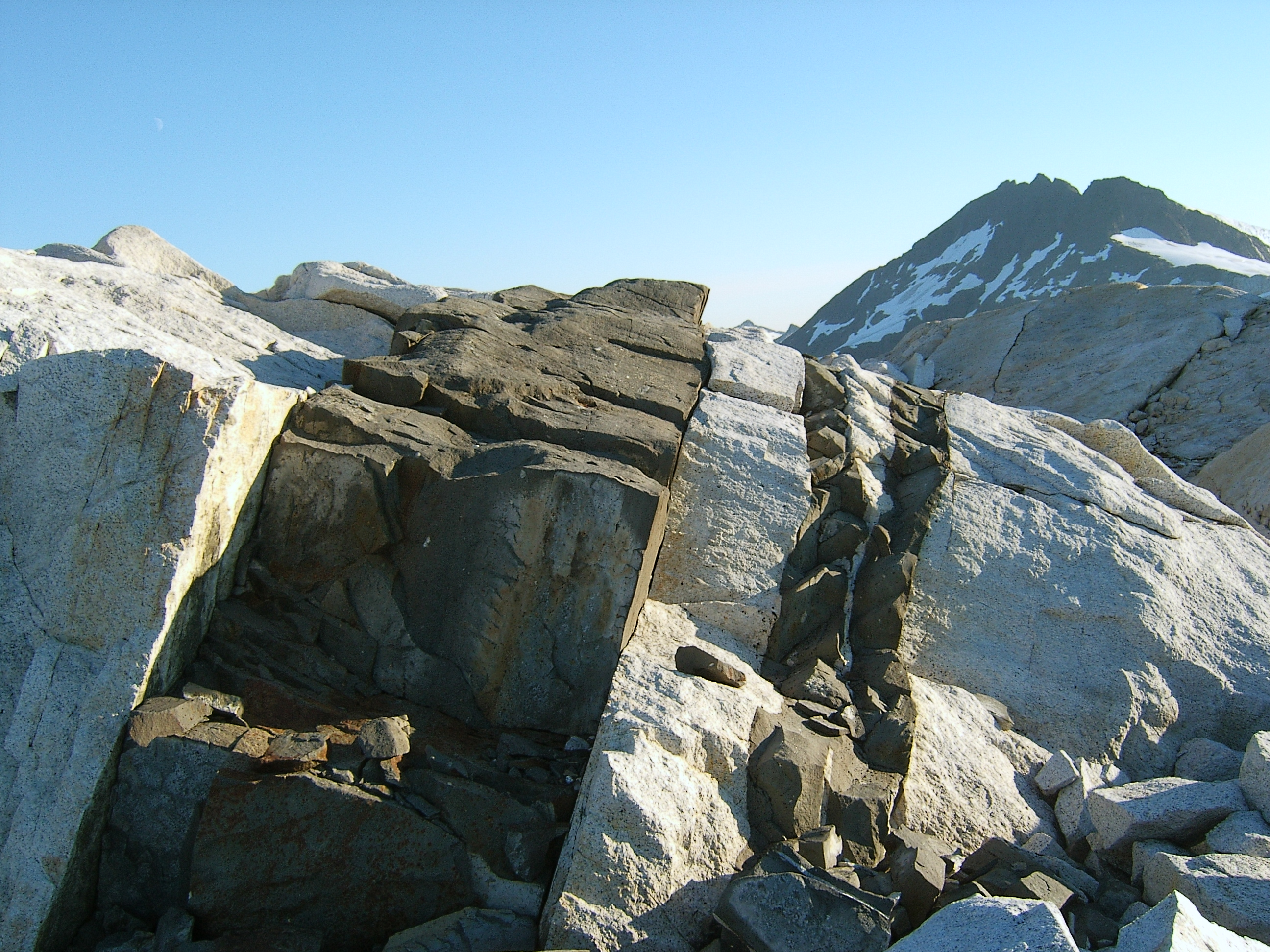
Petit dic a Baranoff, Alaska

En geologia, un dic és una formació d'ígnia intrusiva de forma tabular. El seu gruix és generalment molt menor que les seves restants dimensions i pot variar d'alguns mil·límetres fins a molts metres, mentre que la seva extensió lateral pot assolir molts quilòmetres.
Un dic travessa capes o cossos rocosos preexistents, la qual cosa implica que un dic és sempre més recent que la roca en la qual està contingut. Gairebé sempre presenten una gran inclinació o una inclinació pròxima a la vertical, però la deformació d'origen tectònica pot provocar la rotació dels estrats travessats pel dic de tal manera que aquest pot tornar-se horitzontal. Les intrusions conformades gairebé horitzontalment al llarg d'estrats són anomenades sills.
Els dics freqüentment ocorren en eixams radials o concèntrics al voltant d'intrusions plutòniques o al costat de zones d'alimentació de volcans.
En termes de la seva composició i textura, els dics poden ser diabàsics, basàltics, granítics o riolítics. Els dics pegmatítics són constituïts per roques granítiques formades per cristalls de grans dimensions, i es troben sovint associats amb els últims estadis d'una intrusió granítica o amb segregacions metamòrfiques. Els dics aplítics són formats per una roca de gra fi amb composició granítica.